# Río Viaña (afluente del Saja)
El río Viaña es un curso fluvial de Cantabria (España) perteneciente a la cuenca hidrográfica del Saja-Besaya, siendo un afluente del Saja, al que se une en Renedo. Nace al oeste de la montaña Grueba, Alto de Espinera y Collados de Braña Mayor y Costero Porciles (Alto de Urdía) y tiene una longitud de 9,304 kilómetros, con una pendiente media de 5,3º. Atraviesa bosques de especies principalmente caducifolias: robles, hayas, cajigas y castaños. Todo su recorrido se encuentra bajo la protección de VEDADO DE PESCA. Sufre de estiajes estivales debido a filtraciones del lecho de su cauce de roca caliza.
Es un coto de pesca en todo su recorrido. Atraviesa el pueblo de Viaña, con el que comparte nombre.